# Liberdade, Liberdade (telenovela)
Liberdade, Liberdade é uma telenovela brasileira produzida e exibida pela TV Globo de 11 de abril a 4 de agosto de 2016, com 67 capítulos. Foi a 6ª "novela das onze" exibida pela emissora.
Com argumento de Márcia Prates e inspirada no livro Joaquina, Filha do Tiradentes, de Maria José de Queiroz, foi escrita por Mário Teixeira com colaboração de Sérgio Marques e Tarcísio Lara Puiati. A direção foi de André Câmara, João Paulo Jabur, Pedro Brenelli e Bruno Safadi, sob a direção artística de Vinícius Coimbra.
Contou com as participações de Andreia Horta, Bruno Ferrari, Mateus Solano, Dalton Vigh, Lília Cabral, Maitê Proença, Marco Ricca e Nathalia Dill.

## Enredo
| “                                          | Esta é a história de uma mulher que vive nesse período conturbado do país, em que o Brasil deixa de ser colónia e passa a ser capital da coroa portuguesa. É um período de revolução, do movimento da Inconfidência Mineira, e de outros movimentos que desembocaram na Independência do Brasil. | ” |
| — Mário Teixeira descrevendo a telenovela. | |   |

Liberdade, Liberdade conta a história ficcional de Joaquina (Mel Maia/Andreia Horta), filha do mártir Tiradentes (Thiago Lacerda) com Antônia (Letícia Sabatella). A trama começa no período da Inconfidência Mineira, no século XVIII, em Vila Rica. Após o enforcamento do pai e o assassinato da mãe, Joaquina é amparada pelo minerador Raposo (Dalton Vigh), que a leva para Portugal e se alia à Coroa para protegê-la.
Anos depois, a família real portuguesa vai para o Brasil. Raposo decide voltar para a capitania de Minas Gerais junto com a corte, o filho André (Caio Blat), Rosa, nome adotado por Joaquina, e Bertoleza (Sheron Menezes), negra alforriada criada como filha. A chegada dos Raposo muda Vila Rica

## Elenco
| Intérprete                | Personagem                                                                  |
| ------------------------- | --------------------------------------------------------------------------- |
| Andreia Horta             | Joaquina Maria do Espírito Santo / Rosa da Intercessão Divina Raposo Viegas |
| Mateus Solano             | José Maria Loredano Rubião (Rubião)                                         |
| Bruno Ferrari             | Xavier Almeida                                                              |
| Nathalia Dill             | Branca Farto Machado Pontes                                                 |
| Dalton Vigh               | Antônio Raposo Viegas (Raposo)                                              |
| Lília Cabral              | Virgínia Loredano                                                           |
| Maitê Proença             | Dionísia Raposo Viegas Manttini                                             |
| Zezé Polessa              | Ascensão Tereza de Lajedo                                                   |
| Marco Ricca               | Manoel Henriques (Mão de Luva)                                              |
| Caio Blat                 | André Raposo Viegas                                                         |
| Ricardo Pereira           | Marçal Tolentino de Vicente (Tolentino)                                     |
| Yanna Lavigne             | Mirtes Aparecida da Anunciação (Mimi)                                       |
| Juliana Carneiro da Cunha | Alexandra Farto Maquet                                                      |
| Sheron Menezzes           | Bertoleza Raposo Viegas                                                     |
| Rômulo Estrela            | Gaspar Assunção                                                             |
| Letícia Isnard            | Simoa Solnado de Souza Prestes                                              |
| Jairo Mattos              | Caldeira de Souza Prestes                                                   |
| Bukassa Kabengele         | Omar Ferreira, Marquês de Caril                                             |
| Joana Solnado             | Anita Pedrosa                                                               |
| Genézio de Barros         | Diogo Farto Machado Pontes                                                  |
| Chris Couto               | Luzia Farto Machado Pontes                                                  |
| Mário Borges              | Matias Almeida                                                              |
| Rita Clemente             | Brites Almeida                                                              |
| Bruce Gomlevsky           | Malveiro                                                                    |
| Hanna Romanazzi           | Gironda da Silva                                                            |
| Yasmin Gomlevsky          | Vida da Cunha (Vidinha)                                                     |
| Vitor Thiré               | Ventura Rubião                                                              |
| Marcos Oliveira           | Dimas Tenório / falso Padre Vizeu                                           |
| Heloísa Jorge             | Luanda dos Santos                                                           |
| Mariana Nunes             | Blandina Silveira                                                           |
| Olívia Araújo             | Celeste                                                                     |
| Dani Ornellas             | Jacinta Ferreira, Marquesa de Caril                                         |
| Nikolas Antunes           | Simão Solnado                                                               |
| Ju Colombo                | Esméria                                                                     |
| David Junior              | Saviano                                                                     |
| Aramis Trindade           | Frutuoso                                                                    |
| Gabriel Palhares          | Júlio Raposo Viegas (Caju)                                                  |
| Samuel Melo               | Bartolo                                                                     |
| Ramón Gonçalves           | Guilhermo                                                                   |
| Jacque Moura              | Erondina                                                                    |
| Ananda Ismail             | Rosaura                                                                     |

### Participações especiais
| Intérprete          | Personagem                                                                           |
| ------------------- | ------------------------------------------------------------------------------------ |
| Gabriel Braga Nunes | Duque de Ega                                                                         |
| Mel Maia            | Joaquina Maria do Espírito Santo (criança)                                           |
| Luísa Bastos        | Branca Farto Machado Pontes (criança)                                                |
| Thiago Lacerda      | Joaquim José da Silva Xavier                                                         |
| Letícia Sabatella   | Antônia Maria do Espírito Santo                                                      |
| Lu Grimaldi         | Dona Maria Francisca Gertrudes Joana de Bragança maria 1                             |
| Beto Vandesteen     | D. João, Príncipe Regente de Portugal                                                |
| Gabriel Chadan      | José Joaquim Maia e Barbalho                                                         |
| Dudu Varello        | Fuligem                                                                              |
| Edson Bonnadil      | Pedro                                                                                |
| Lucy Ramos          | Malena                                                                               |
| Jackson Antunes     | Terenciano Manttini                                                                  |
| Paula Cohen         | Feitora                                                                              |
| Susana Ribeiro      | D. Carlota Joaquina, Princesa do Brasil                                              |
| Luan Vieira         | Otto                                                                                 |
| Yashar Zambuzzi     | José Caetano César Manitti                                                           |
| Xando Graça         | dom Luís Antonio Furtado de Castro do rio de Mendonça e Faro (visconde de Barbacena) |
| Rogério Freitas     | Padre Vizeu                                                                          |
| Ricardo Dantas      | Silvério dos Reis                                                                    |
| Rico Gonçalves      | Domingos de Abreu Vieira                                                             |
| Saulo Rodrigues     | Bartolo                                                                              |
| Júlio Levy          | Taveira                                                                              |
| Jorge Emil          | Tomás Antônio Gonzaga                                                                |
| Bruno Nogueira      | D. João, Príncipe do Brasil (jovem)                                                  |
| Evandro Melo        | Meirinho                                                                             |

## Exibição

### Exibição internacional
Liberdade, Liberdade teve sua primeira exibição internacional confirmada em Portugal. No próprio país, foi exibida pela SIC de 5 de setembro a 13 de novembro de 2016, substituindo Verdades Secretas e sendo substituída por A Lei do Amor. A novela foi transmitida todos os dias (segunda a domingo).

## Produção
Em maio de 2015, Márcia Prates foi anunciada como autora da trama das 23 horas a ser exibida em 2016, em seu primeiro trabalho solo, depois de colaborar em diversas telenovelas. Euclydes Marinho foi escalado para supervisionar a história, mas a Direção de Dramaturgia considerou os textos insatisfatórios e acabou substituído. Glória Perez entrou no lugar de Marinho, mas para se dedicar a sua trama das 21 horas, deixou o projeto. Mário Teixeira foi nomeado então como supervisor, mas após os roteiros continuarem com problemas históricos e dramatúrgicos, o autor assumiu como autor titular e Márcia foi afastada definitivamente, sendo creditada como argumentista, ou seja, a desenvolvedora da sinopse original apenas.
As cenas iniciais foram gravadas em Diamantina, Minas Gerais, ambientando a histórica Vila Rica. No Rio de Janeiro, a Fortaleza de São João, serviu para reproduzir o Cais do Porto do Rio de Janeiro e o Paço Imperial serviu de locação para as cenas do julgamento e enforcamento de Tiradentes.

### Escolha do elenco
Mariana Ximenes foi convidada para interpretar Branca, mas a atriz preferiu aceitar o convite para protagonizar Haja Coração. Marjorie Estiano e Nathalia Dill foram as opções desejadas pelo autor, sendo que a segunda foi oficializada. Thiago Martins viveria um revolucionário baiano, mas diante de compromissos já agendados, deixou a produção.

### Problemáticas
O ator Marco Ricca se afastou da trama em maio por ter contraído dengue, retornando uma semana depois. Andreia Horta se afastou da trama em junho por uma semana por passar mal durante as gravações, sendo diagnosticada com estafa (fadiga).

## Recepção

### Audiência
Liberdade, Liberdade registrou 27 pontos em seu capítulo de estreia, segundo dados do Kantar IBOPE Media aferidos em São Paulo. Fechou com média geral de 18 pontos, sucesso. Mas inferior à antecessora Verdades Secretas que alcançou média de 20 pontos. Seu último capítulo atingiu 22 pontos, Verdades Secretas havia dado 27 pontos na mesma ocasião. Seu recorde é de 28 pontos, alcançados em 01 de agosto de 2016.

### Controvérsia
Liberdade, Liberdade foi responsável por exibir a primeira cena de relação sexual entre homossexuais da teledramaturgia brasileira. A cena foi exibida no dia 12 de julho de 2016, numa atuação dos personagens de Caio Blat e Ricardo Pereira, deixando de lado as normas da sociedade da época onde presenciam (século XIX). Os produtores da novela discutiam ao respeito da intolerância entre os negros, as mulheres e religiões de matriz africana, e ressaltaram: “Naquela época, a sodomia era considerada crime, com enforcamento. Não era nem preconceito, porque o conceito de homossexualidade nem existia, era tratado como ato inatural, como pecado.” No entanto, uma semana antes do capítulo ser exibido, protestos de entidades religiosas começaram a circular na internet. Uma fanpage católica do Facebook promoveu boicote à TV Globo, divulgando um alerta, afirmando que no dia de exibição do capítulo “o demônio agirá, por meio desta emissora, que transmitirá cenas de sexo gay numa de suas novelas! Você, católico, não pode servir a dois senhores”. Antes de a cena ir ao ar, a Bancada Evangélica, da Câmara dos Deputados, condenou fazendo uma campanha contra a exibição da cena, levando alguns evangélicos a fazerem passeata contra a cena.

### Prêmios e indicações
| Ano  | Prêmio                    | Categoria                | Indicação                      | Resultado | Ref.   |
| ---- | ------------------------- | ------------------------ | ------------------------------ | --------- | ------ |
| 2016 | Prêmio Extra de Televisão | Melhor Novela            | Marcia Prates e Mário Teixeira | Indicado  | [ 75 ] |
| 2016 | Prêmio Extra de Televisão | Melhor Atriz             | Andréia Horta                  | Indicado  | [ 75 ] |
| 2016 | Prêmio Extra de Televisão | Melhor Atriz Coadjuvante | Nathalia Dill                  | Indicado  | [ 75 ] |
| 2016 | Prêmio Extra de Televisão | Melhor Ator Coadjuvante  | Marco Ricca                    | Indicado  | [ 75 ] |
| 2016 | Prêmio Extra de Televisão | Melhor Ator/Atriz Mirim  | Gabriel Palhares               | Venceu    | [ 75 ] |
| 2016 | Troféu APCA               | Melhor Novela            | Marcia Prates e Mário Teixeira | Indicado  | [ 76 ] |
| 2016 | Troféu APCA               | Melhor Diretor           | Vinícius Coimbra               | Indicado  | [ 76 ] |
| 2016 | Troféu APCA               | Melhor Ator              | Marco Ricca                    | Venceu    | [ 76 ] |
| 2016 | Melhores do Ano           | Melhor Atriz             | Andreia Horta                  | Indicado  |        |
| 2016 | Melhores do Ano           | Melhor Ator              | Mateus Solano                  | Indicado  |        |
| 2016 | Melhores do Ano           | Melhor Ator Coadjuvante  | Marco Ricca                    | Indicado  |        |
| 2016 | Melhores do Ano           | Melhor Ator/Atriz Mirim  | Gabriel Palhares               | Indicado  |        |
| 2016 | Melhores do Ano           | Melhor Ator/Atriz Mirim  | Mel Maia                       | Indicado  |        |

## Obras derivadas
Após o término da trama foi lançado no portal Gshow e no Globo Play, a websérie A Lenda do Mão de Luva, derivada do personagem de Marco Ricca. Escrita por Tarcísio Lara Puiati, com supervisão de Mário Teixeira, sob direção de Pedro Brenelli e Bruno Safadi, o spin-off de oito episódios lançados diariamente a partir do dia 5 de agosto de 2016, contou com novos integrantes no elenco, como Carol Castro, Mouhamed Harfouch, Miguel Roncato e Felipe Camargo, como Selena e Casco de Boi, respectivamente.
Elenco
| Intérprete        | Personagem                          |
| ----------------- | ----------------------------------- |
| Marco Ricca       | Manoel Henriques (Mão de Luva)      |
| Carol Castro      | Selena                              |
| Hanna Romanazzi   | Gironda da Silva                    |
| Mouhamed Harfouch | Visconde                            |
| Miguel Roncato    | Júlio Raposo Viegas (Caju) (adulto) |
| Maitê Proença     | Dionísia Raposo Viegas Manttini     |
| Erom Cordeiro     | Everaldo                            |
| Letícia Isnard    | Simoa Solnado de Souza Prestes      |
| Felipe Camargo    | Casco de Boi                        |
| Nikolas Antunes   | Simão Solnado                       |
| Yasmin Gomlevsky  | Vidinha                             |
| Jacque Moura      | Erondina                            |